# Peugeot Typ 82
Der Peugeot Typ 82 ist ein frühes Automodell des französischen Automobilherstellers Peugeot, von dem 1906 im Werk Lille 200 Exemplare produziert wurden.
Die Fahrzeuge besaßen einen Vierzylinder-Viertaktmotor, der vorne angeordnet war und über Kette die Hinterräder antrieb. Der Motor leistete aus 3706 cm³ Hubraum 18 PS.
Es gab die Modelle 82 A und 82 B. Bei einem Radstand von 289,5 cm beim Modell 82 A bzw. 312,2 cm beim Modell 82 B betrug die Spurbreite 140 cm. Die Karosserieform Doppelphaeton bot Platz für vier bis fünf Personen.